# 穆然
穆然（法語：Mougins，發音：[muʒɛ̃] ⓘ，發音：[muˈʒis]）是法国滨海阿尔卑斯省的一个市镇，位于该省南部，属于格拉斯区。

## 地理
穆然（43°36'0"N, 6°59'41"E）面积25.64 平方千米，位于法国普罗旺斯-阿尔卑斯-蓝色海岸大区滨海阿尔卑斯省，该省份为法国东南部沿海省份，南濒地中海，西南至瓦尔省，西北接上普罗旺斯阿尔卑斯省，北部和东部与意大利接壤。
与穆然接壤的市镇（或旧市镇、城区）包括：戛纳、勒卡內、穆昂-萨尔图、锡亚涅河畔拉罗凯特、瓦尔博讷、瓦洛里斯。
穆然的时区为UTC+01:00、UTC+02:00（夏令时）。

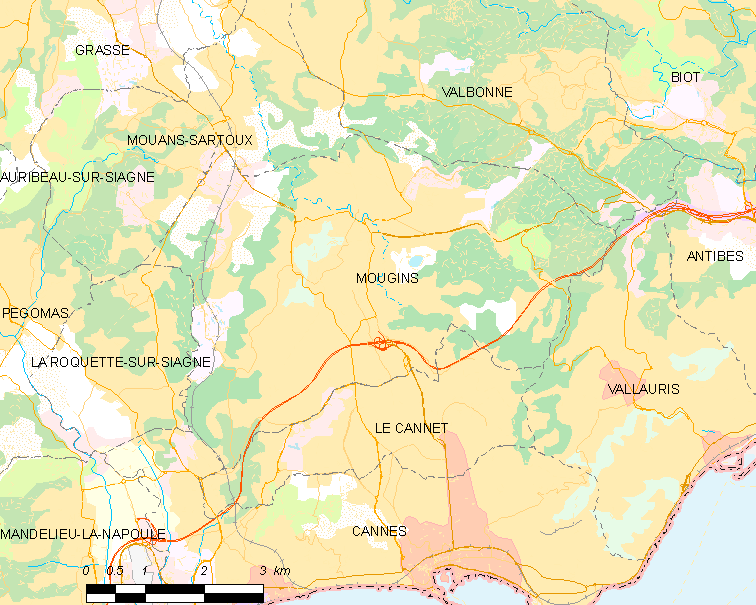
穆然的OSM定位图

## 行政
穆然的邮政编码为06250，INSEE市镇编码为06085。

## 政治
穆然所属的省级选区为勒卡内县。

## 人口

1962-2008年间穆然人口变化图示

穆然于2022年1月1日时的人口数量为19481人。